# Rafael Gil
Rafael Gil Álvarez (Madrid, 22 de mayo de 1913-Madrid, 10 de julio de 1986) fue un director, guionista y productor de cine español.

## Biografía
Hijo de Felipe Gil y Gil —nacido en Aragüés del Puerto (Huesca) en 1869—, conservador del Teatro Real de Madrid, y de Presentación Álvarez de la Puente (nacida en Zaragoza en 1871). Residió durante sus primeros dos años de vida en el Teatro Real con sus padres y su hermano Felipe. Cuando tenía tres años, la familia se trasladó a una vivienda en el Paseo de Extremadura, 101 (hoy número 95), de Madrid, edificio que ya no existe.
Empezó su actividad en 1931 como crítico cinematográfico, en el diario ABC y otras revistas especializadas como Popular Film y Films Selectos. Durante la Guerra Civil rodó varios documentales para el bando republicano. Al concluir la guerra inició su relación con la productora valenciana CIFESA, dirigiendo su primera película en 1941: El hombre que se quiso matar, adaptación del libro de Wenceslao Fernández Flórez y protagonizada por Antonio Casal. Su primer gran éxito fue Eloísa está debajo de un almendro, basada en la obra de Enrique Jardiel Poncela, producida también por CIFESA. El éxito impulsó a Rafael Gil a continuar su relación con CIFESA, con la que llegó a dirigir ocho películas, de las que casi todas obtuvieron un fuerte éxito.
Se encuentra enterrado en el cementerio de Nuestra Señora de la Almudena.

## El cine de Rafael Gil
De no existir el cine cuando él abrió los ojos a los gustos y a la razón, lo habría inventado; porque el cine, para Rafael Gil, llegó a ser una auténtica necesidad física.
Carlos Fernández Cuenca, «Rafael Gil», en Revista Internacional del Cine, núms. 11–12

Desarrolló una extensa actividad que abarcó más de cuarenta años de ejercicio como director, rodó sesenta y ocho películas, también trabajó como guionista y productor. En todas ellas contó con un sobresaliente equipo técnico, como el decorador Enrique Alarcón.
Inició su cine en los años cuarenta con tres películas pequeñas, sin que supusieran grandes éxitos, pero que los críticos destacan, de aquí pasó a una fase en la que realizó algunos melodramas de gran éxito y adaptó gran cantidad de obras literarias de clásicos autores españoles como Galdós, Lope de Vega, Wenceslao Fernández Flórez, Jardiel Poncela, Blasco Ibáñez y otros, también cultivó el cine histórico y religioso. En esos años fue una de los realizadores básicos de la industria española del cine. En los últimos años de su carrera, durante los años ochenta, realizó varias adaptaciones del escritor Fernando Vizcaíno Casas.
En sus artículos de cine se confesaba admirador de la obra de Murnau, Charles Chaplin, Buster Keaton, John Ford, Howard Hawks, Frank Capra, Frank Borzage o King Vidor.

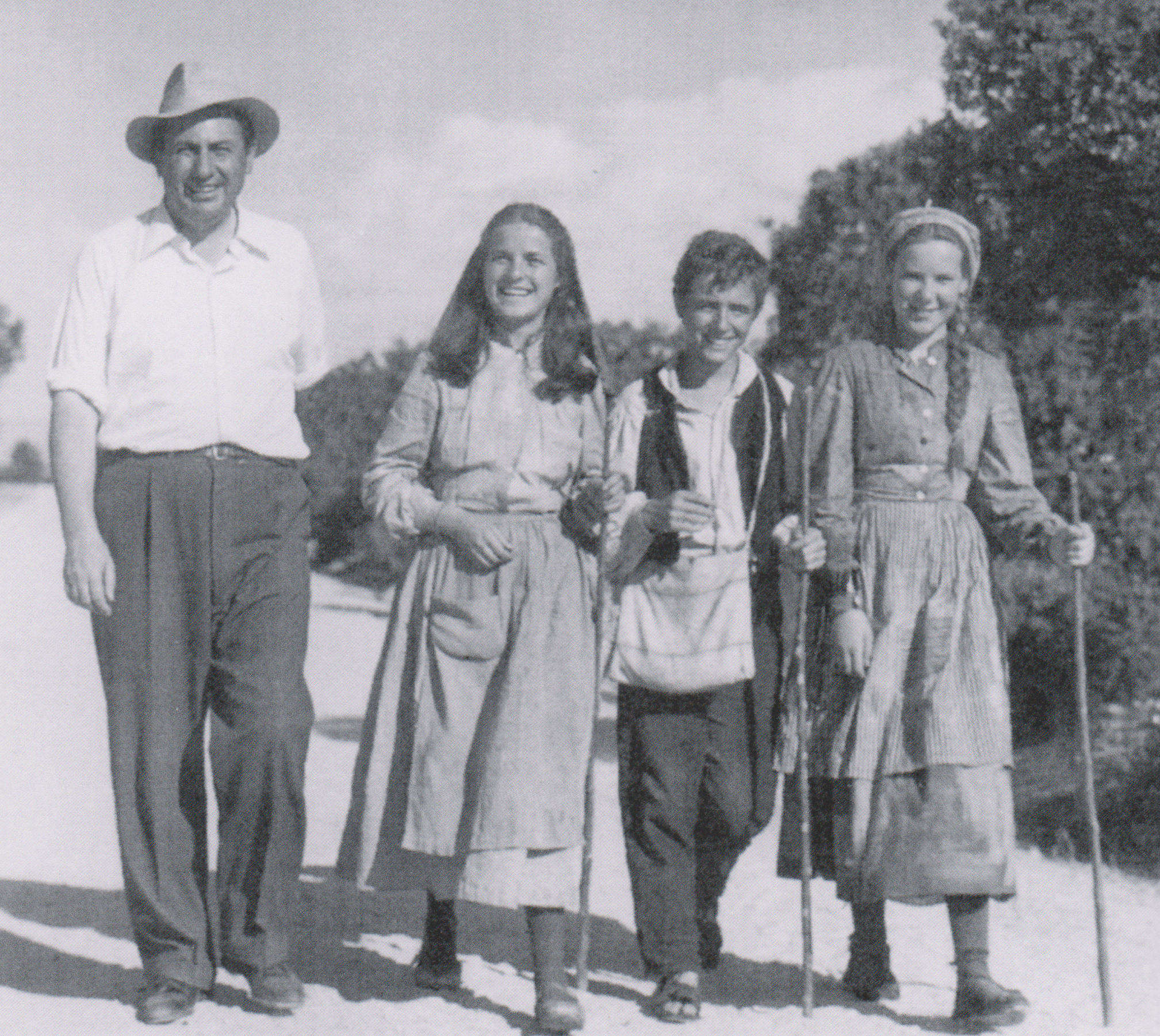
Rafael Gil con los actores María Dulce, Eugenio Domingo e Inés Orsini en el rodaje de La señora de Fátima (1951)

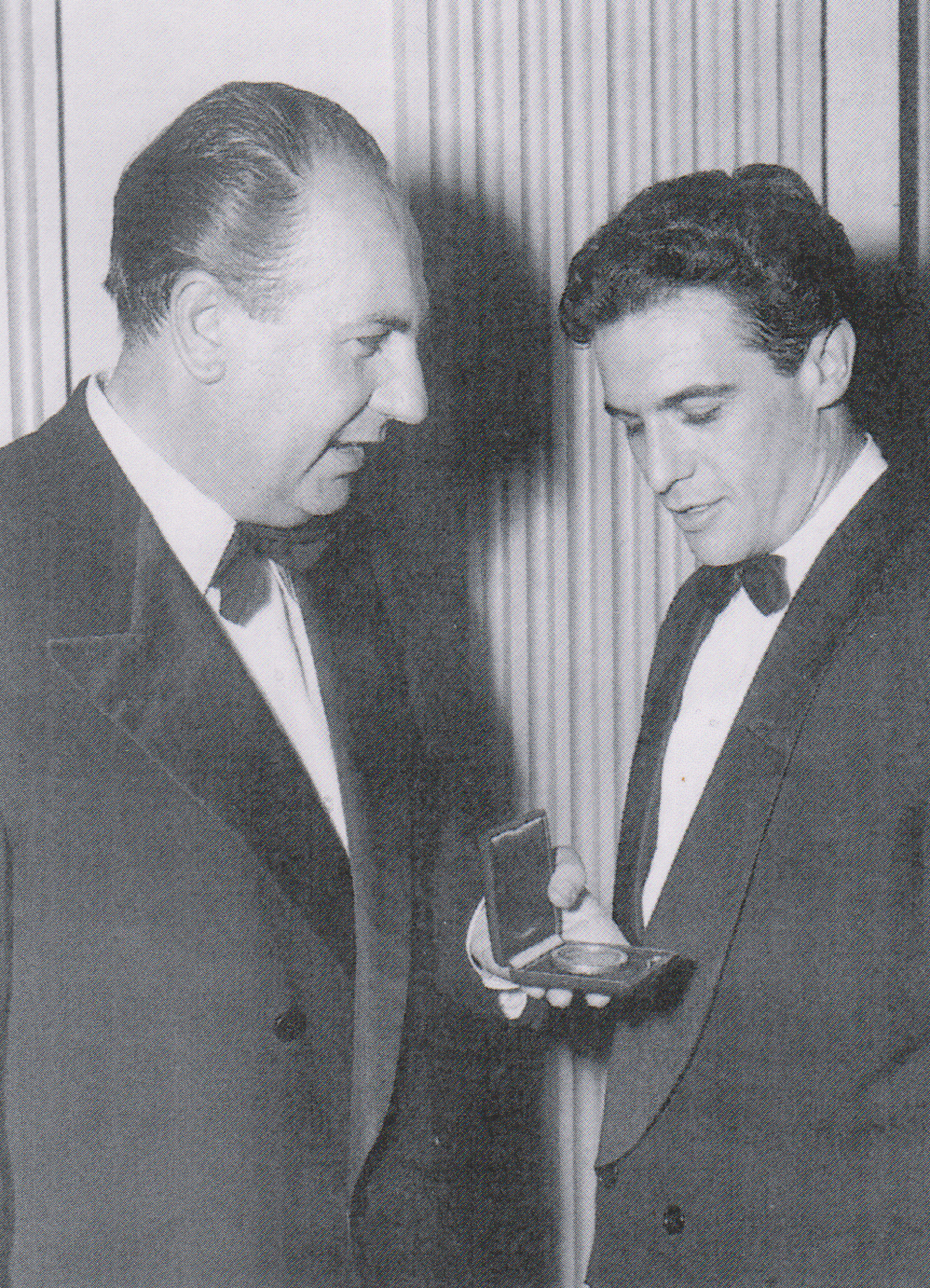
Rafael Gil y Francisco Rabal recibiendo el premio David O'Selznick por La Guerra de Dios en el Festival de Cine de Berlín (1954)

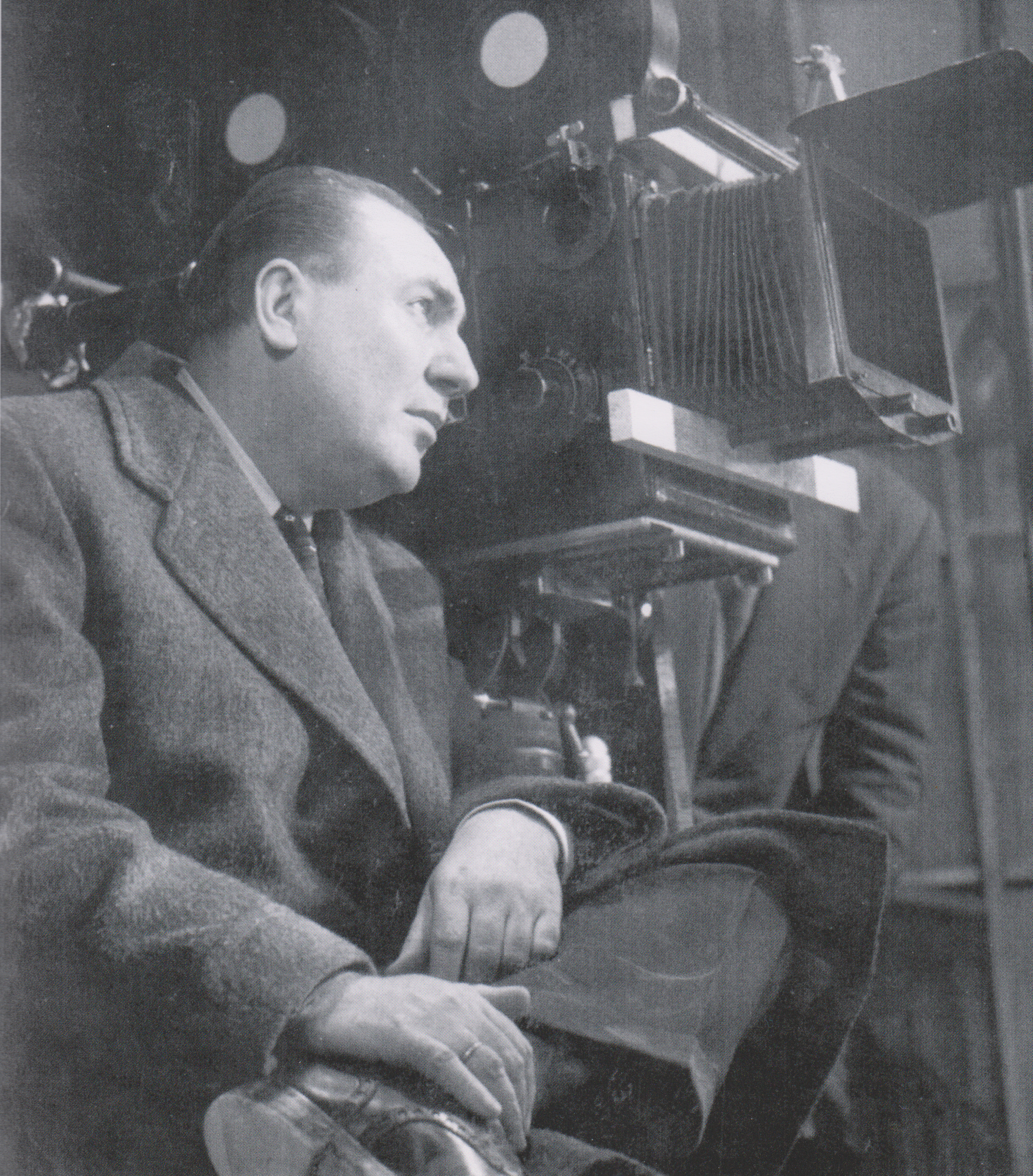
Rafael Gil en 1959

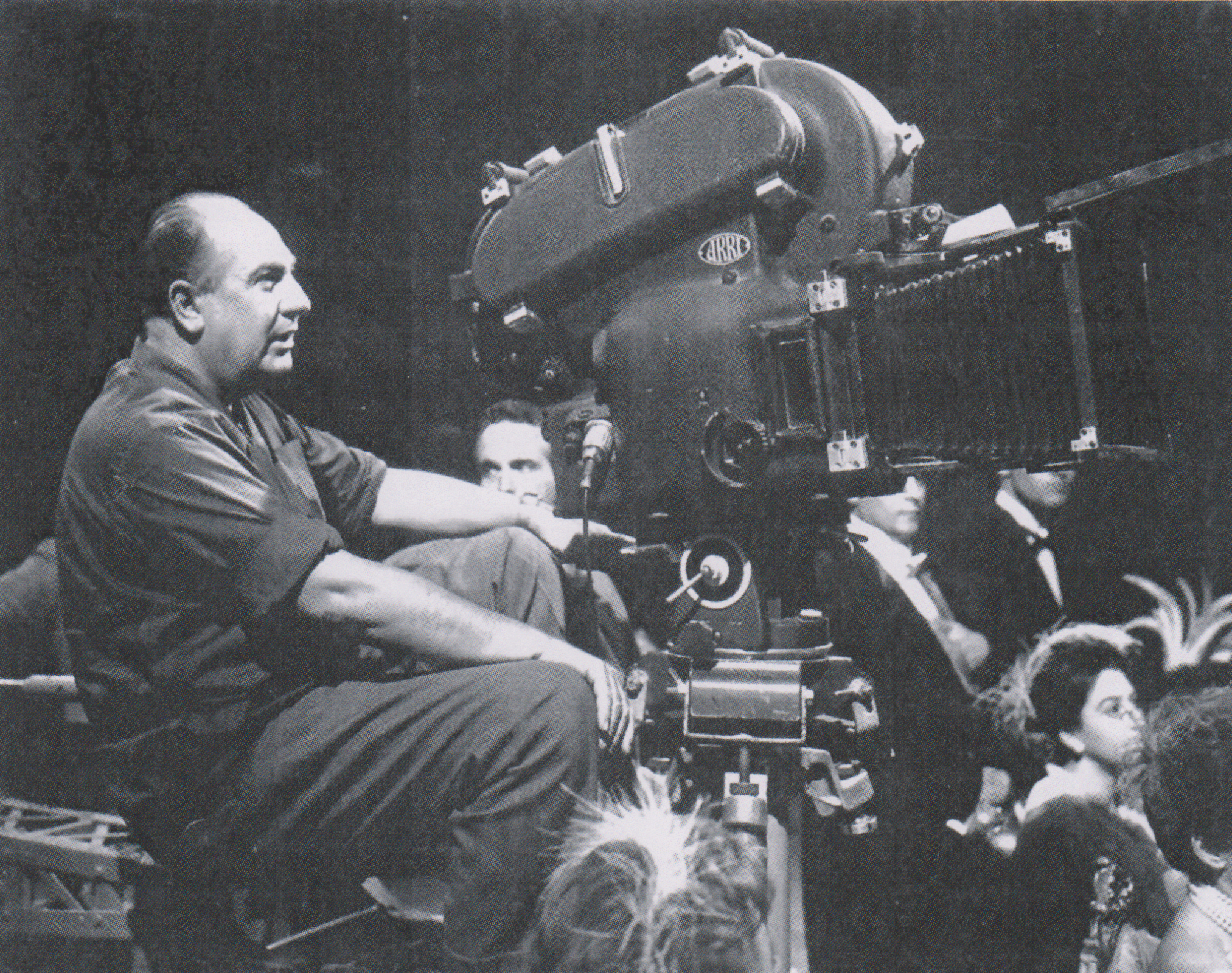
Rafael Gil dirigiendo, en 1962, La Reina del Chantecler, filme protagonizado por Sara Montiel

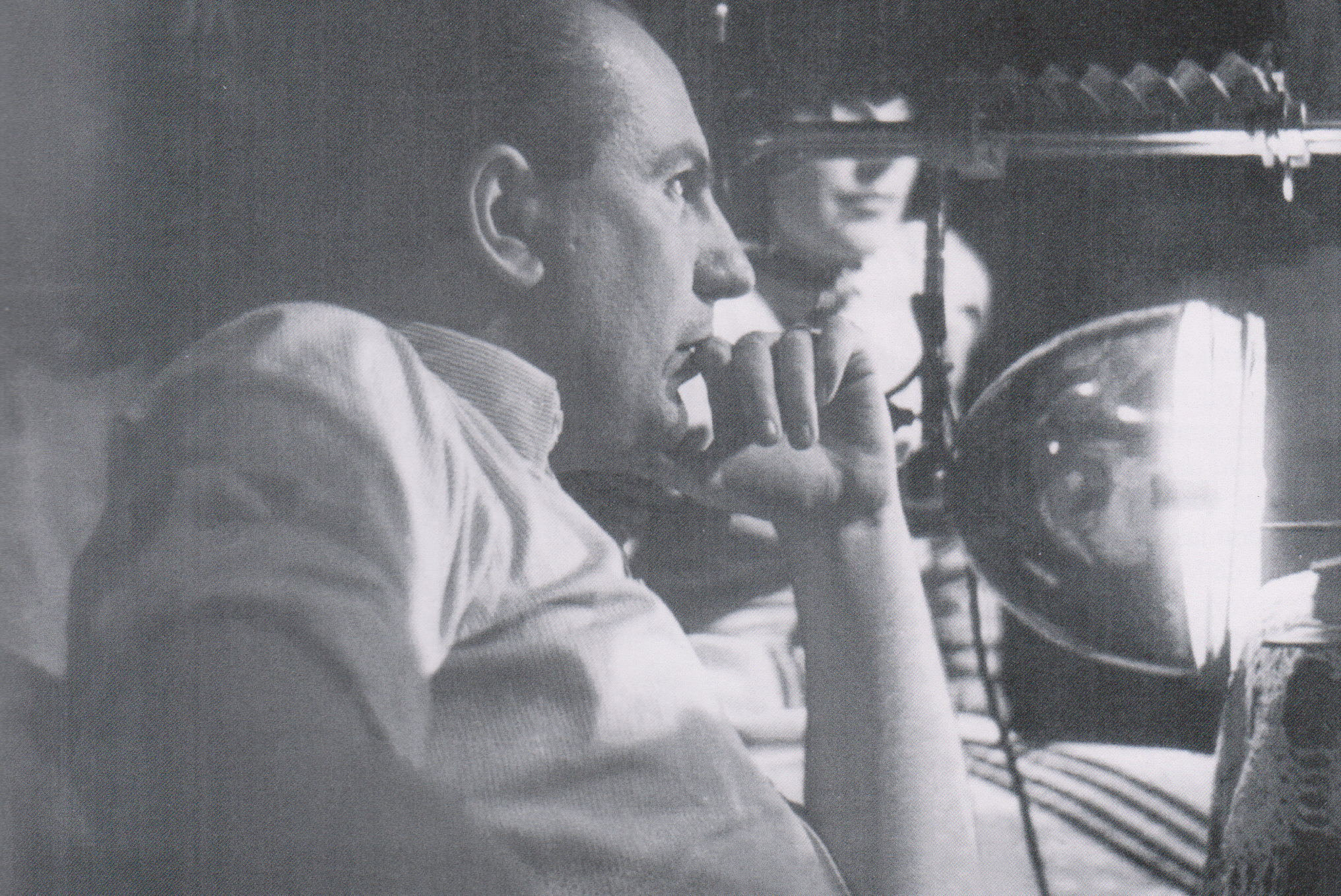
Rafael Gil - Director de Cine

## Filmografía como director
- Flechas, 1939
- El hombre que se quiso matar, 1942
- Viaje sin destino, 1942 (también guionista)
- Huella de luz, 1942 (también guionista)
- Eloísa está debajo de un almendro, 1943 (también guionista)
- Lecciones de buen amor, 1944
- El clavo, 1944 (también guionista)
- El fantasma y Doña Juanita, 1944 (también guionista)
- Tierra sedienta, 1945
- La pródiga, 1946 (también guionista)
- Reina santa, 1947 (también guionista)
- La fe, 1947 (también guionista)
- Don Quijote de la Mancha, 1947 (también guionista)
- La calle sin sol, 1948
- Mare nostrum, 1948
- Una mujer cualquiera, 1949
- Aventuras de Juan Lucas, 1949
- Teatro Apolo, 1950 (también guionista)
- La noche del sábado, 1950
- El gran Galeoto, 1951
- La señora de Fátima, 1951
- De Madrid al cielo, 1952
- Sor intrépida, 1952
- La guerra de Dios, 1953
- El beso de Judas, 1954
- Murió hace quince años, 1954
- La otra vida del capitán Contreras, 1955 (también guionista)
- El canto del gallo, 1955
- La gran mentira, 1956
- Un traje blanco, 1956
- Camarote de lujo, 1958 (también guionista)
- ¡Viva lo imposible!, 1958
- La Casa de la Troya, 1959
- El Litri y su sombra, 1960
- Siega verde, 1960 (también guionista)
- Cariño mío, 1961 (también guionista)
- Tú y yo somos tres, 1962 (también guionista)
- La Reina del Chantecler, 1962
- Chantaje a un torero, 1963
- Rogelia, 1962 (guionista)
- Samba, 1964 (guionista)
- La vida nueva de Pedrito Andía, 1965 (también guionista)
- Currito de la Cruz, 1965 (también guionista)
- ¡Es mi hombre!, 1966
- Camino del Rocío, 1966
- La mujer de otro, 1967 (también guionista)
- Verde doncella, 1968
- El marino de los puños de oro, 1968
- Sangre en el ruedo, 1969
- Un adulterio decente, 1969
- El relicario, 1970
- El hombre que se quiso matar, 1970
- El sobre verde, 1971
- Nada menos que todo un hombre, 1971 (también guionista)
- La duda, 1972
- La guerrilla, 1972
- El mejor alcalde, el rey, 1974
- Novios de la muerte, 1974
- Olvida los tambores, 1975
- Los buenos días perdidos, 1975
- A la legión le gustan las mujeres, 1976
- Dos hombres... y, en medio, dos mujeres, 1977
- La boda del señor cura, 1979 (también guionista)
- ...Y al tercer año, resucitó, 1981
- Hijos de papá, 1980
- De camisa vieja a chaqueta nueva, 1982
- Las autonosuyas, 1983.
- Las alegres chicas de Colsada, 1984.

## Filmografía como guionista
- La gitanilla (1940) de Fernando Delgado de Lara
- La florista de la reina (1940) de Eusebio Fernández Ardavín
- La dama del armiño (1947) de Eusebio Fernández Ardavín
- El pobre rico (1942) de Ignacio F. Iquino

## Premios
Medallas del Círculo de Escritores Cinematográficos
| Año  | Categoría                      | Película     | Resultado |
| ---- | ------------------------------ | ------------ | --------- |
| 1947 | Premio especial a la dirección | La fe        | Ganador   |
| 1948 | Mejor director                 | Mare Nostrum | Ganador   |

Festival Internacional de Cine de San Sebastián
| Año  | Categoría                           | Película          | Resultado |
| ---- | ----------------------------------- | ----------------- | --------- |
| 1953 | Concha de Plata a la mejor película | La guerra de Dios | Ganador   |
| 1953 | Concha de Plata al mejor director   | La guerra de Dios | Ganador   |

Festival Internacional de Cine de Venecia
| Año  | Categoría      | Película          | Resultado |
| ---- | -------------- | ----------------- | --------- |
| 1953 | León de Bronce | La guerra de Dios | Ganador   |
| 1953 | Premio OCIC    | La guerra de Dios | Ganador   |